# 刘世参
刘世参（1937年5月13日—2020年1月26日），男，回族，河南开封人，中国军用材料工程专家，少将军衔。原装甲兵工程学院院长。

## 生平
1955年毕业于河南省郑州市第一中学。1955年9月参加中国人民解放军。1961年毕业于军事工程学院坦克综合专业。同年被分配到陕西西安新组建的装甲兵工程学院工作，1969年随校迁至北京，历任教员、讲师、教研室副主任。1983年3月，任装甲兵工程学院训练部（正师级）。1990年6月，任部长（副军级）。1991年7月，任副院长。1992年晋升教授。1994年8月至1998年1月，任院长（正军级）。曾兼任中国机械工程学会常务理事和编辑出版工作委员会副主任、中国工程机械学会理事、《中国表面工程》期刊主编等学术职务。长期从事军用材料表面工程研究。和徐滨士编写有《表面工程》《材料表面工程》《表面工程新技术》《表面工程技术手册》等书籍。
1998年至2003年，任北京市第九届政协委员。2004年3月退休。2006年3月被聘请为天津工程机械研究院首席专家。2020年1月26日在北京逝世。